# Vlieberghprijs
De Professor Emiel Vlieberghprijs voor de roman, kortweg de Vlieberghprijs, is een Nederlandstalige literatuurprijs vernoemd naar de Vlaamse jurist en econoom Emiel Vliebergh (1872-1925). De prijs werd in 1925, na het overlijden van Vliebergh, door het Davidsfonds ingesteld.
Toen de prijs in 1926 voor het eerst werd uitgeschreven, werd gevraagd naar een vulgariserend werk over de 'monumentale kunst in het Vlaamsche land'. Voor de periode 1934-1936 werd dan weer gevraagd naar een wetenschappelijke studie over de verfransing van Brussel. Omdat dergelijke prijsvragen niet populair bleken, werden uiteindelijk alleen maar romans bekroond. Het werd de bedoeling van de Vlieberghprijs om jonge Vlaamse schrijvers aan te moedigen.
De bekroonde manuscripten werden steeds door het Davidsfonds als boek uitgegeven.

## Gelauwerden
Een selectie van de gelauwerden:
- 1928-1930 - Robert Van Passen met De toren van licht (eerste prijs van 7500 frank) en José Lambin-Pasquasy met Op den drempel (tweede prijs van 5000 frank)
- 1937-1939 - Emiel van Hemeldonck met Johan van der Heyden, magister
- 1940-1942 - Paul Drieskens met Levet Scone
- 1943-1945 - Emiel van Hemeldonck met De harde weg
- 1946 - Daan Inghelram met De boskanter
- 1947 - eervolle vermelding voor Monda De Munck met De vrouwen van Dalvajoes en voor Arie van der Lugt met Het geluk rijpt in de lente
- 1948 - Arie van der Lugt met Het lied van de zee
- 1950 - Maria de Lannoy met Kleine nachtmuziek
- 1951 - Monda De Munck met Dit is het paradijs
- 1952 - Gaston Duribreux met Tussen duivel en diepzee
- 1953 - Leo Mets met Mathilde
- 1958 - Cor Ria Leeman met De grote heer
- 1964 - Julien Van Remoortere met De President is dood
- 1974 - Cor Ria Leeman met Treur niet om het dode lam
- 1983 - Henri Van Daele met Het zesde zegel
- 1985 - Gerda van Erkel met Thuiskomen in Comboukrou
- 1987 - Ivo Van Orshoven met Het lied van Iram